# Idris filiformis
Idris filiformis är en stekelart som beskrevs av Kononova och Fursov 2005. Idris filiformis ingår i släktet Idris och familjen Scelionidae. Inga underarter finns listade i Catalogue of Life.